# Perithecium

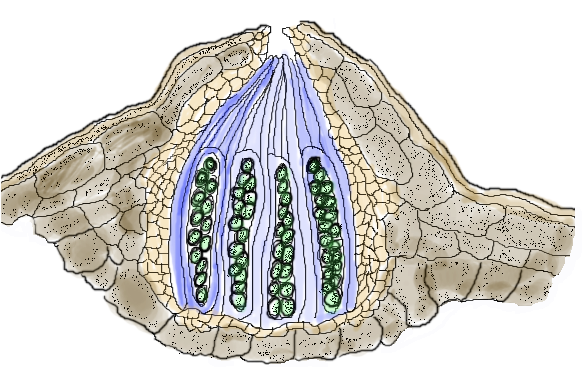
Schematischer Querschnitt durch ein Perithecium; grün die im Ascus liegenden Sporen

Perithecium (Plural: Perithecien) ist ein Begriff aus der Pilz- beziehungsweise der Flechtenkunde (Mykologie und Lichenologie). 
Als Perithecien bezeichnet man birnen-, kugel- oder flaschenförmige Fruchtkörper bei Schlauchpilzen (Ascomyceten) oder Flechten. Das Perithecium hat – im Gegensatz zum Apothecium – keine offenliegende Fruchtscheibe. Die in Schläuchen (Asci) entstehenden Sporen liegen meist zwischen sterilen Pilzhyphen (Paraphysen) und werden durch eine Pore am Scheitel des Peritheciums freigesetzt (oder auch erst bei dessen Zerfall). Bei Flechten sind Perithecien in den Thallus eingesenkt und nur als dunkle Punkte an der Oberfläche erkennbar.

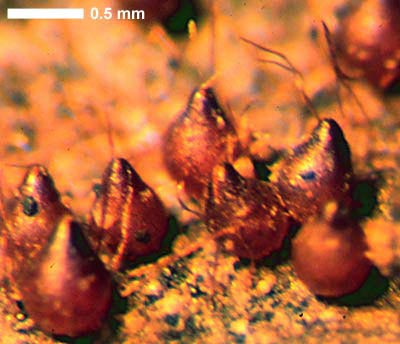
Perithecien des Schlauchpilzes Nectria

Traditionell werden Perithecien bildende Pilze als Pyrenomyceten, Apothecien bildende als Discomyceten bezeichnet. Mit den Verwandtschaftsverhältnissen hat diese Einteilung nichts zu tun. Analog dazu werden die Flechten je nach der Form der Fruchtkörper in Pyrenolichenes und Discolichenes eingeteilt.
Perithecien treten beispielsweise bei den Klassen der Laboulbeniomycetes und Sordariomycetes auf.